# 研究交流センター

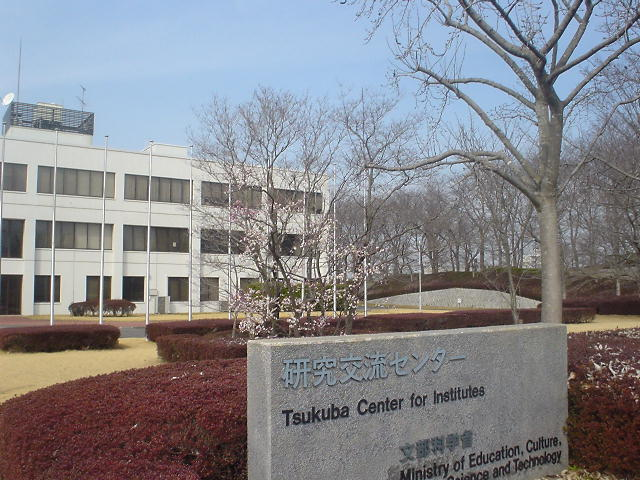
研究交流センター（2004年2月撮影）

研究交流センター（けんきゅうこうりゅうセンター）は、文部科学省の一組織。筑波研究学園都市の産官学連携などに関する業務を行う。

## 概要
- 所在：茨城県つくば市竹園二丁目20番地5
- 所長：中村由喜夫

## 特記事項
1963年9月に閣議了解された筑波研究学園都市建設の計画に比べ、用地習得の問題などから徐々に研究学園都市の縮小が余儀なくされた。特に研究機関の集積効果を高めるための共同利用施設が大きな影響を受け、研究交流センターは国が設置した唯一の共同利用系機関となった。施設内には3ヶ国語同時通訳設備を備えた会議場や、会議室、展示室などがあり、同様の設備を持つ筑波大学、産業技術総合研究所、つくば研究支援センターなどと共に産官学連携の一端を担う。1999年には茨城県科学技術復興財団によりつくば国際会議場が隣接して建設された。
現在、産官学連携を推進するための「筑波研究学園都市交流協議会」や「つくばWAN」の事務局が置かれるなど、一定の役割を果たしている。